# فرودگاه لیک بیلی شینوک
فرودگاه لیک بیلی شینوک  (به انگلیسی: Lake Billy Chinook Airport) یک فرودگاه همگانی بهره‌برداری هوایی با کد یاتا none است که یک باند فرود آسفالت دارد و طول باند آن ۷۶۲ متر است. این فرودگاه در شهر کالور، اورگن کشور ایالات متحده آمریکا قرار دارد و در ارتفاع ۸۲۱ متری از سطح دریا واقع شده است.